# Carnotisierung
Bei der Carnotisierung eines thermodynamischen Kreisprozesses wird dieser dem Carnot-Prozess angenähert und damit optimiert.
Dies geschieht im Dampfkraftwerk durch Vorwärmung des Speisewassers in verschiedenen Stufen mit Hilfe jeweils kleinerer Dampfmengen, die der Turbine bzw. Abgasen des Dampferhitzers entnommen werden. Wegen der höheren Eintrittstemperatur des Wassers im Dampfkessel wird die mittlere Temperaturdifferenz der Wärmeübertragung vom Rauchgas zum Wasser geringer, was einen geringeren Exergieverlust und damit einen höheren Wirkungsgrad des Prozesses zur Folge hat.
Beim Gasturbinenprozess erreicht man die Carnotisierung durch Kühlung der Luft zwischen den Verdichterstufen und durch Erhitzung des Arbeitsgases in Brennkammern zwischen den Turbinenstufen. Der Prozess wird damit dem Ericsson-Kreisprozess angenähert, der als idealer Vergleichsprozess dem Carnot-Prozess gleichwertig ist.